# Daniel Tinayre
Daniel Andrés Manoli Tinayre (* 14. September 1910 in Frankreich; † 24. Oktober 1994 in Buenos Aires) war ein argentinischer Regisseur, Drehbuchautor und Filmproduzent.

## Leben
Tinayre wurde 1910 als Sohn von Andres Tinayre und Margarita Bernet in Frankreich geboren. Seine Familie wanderte kurz darauf nach Argentinien aus. Ab den 1930er Jahren war er als Regisseur, Drehbuchautor und Produzent in der argentinischen Filmbranche tätig.
Sein Film La danza del fuego aus dem Jahr 1949 lief im Wettbewerb der Internationalen Filmfestspiele von Cannes 1951. Das Drama La patota wurde im Wettbewerb der Berlinale 1961 gezeigt. Auch im folgenden Jahr hatte er mit Die Nonne und die Sünderin einen Beitrag im Wettbewerb der Berlinale 1962. Vierzig Nächte voll Tücke und Sex lief 1963 im Wettbewerb des 3. Internationalen Filmfestivals Moskau.
Tinayre war von 1946 bis zu seinem Tod mit der Schauspielerin und Moderatorin Mirtha Legrand verheiratet. Aus der Ehe gingen zwei Kinder hervor.

## Filmografie (Auswahl)
Regisseur
- 1934: Bajo la Santa Federación
- 1936: Sombras porteñas
- 1937: Mateo
- 1937: Una porteña optimista
- 1941: La hora de las sorpresas
- 1942: Vidas marcadas
- 1946: Camino del infierno
- 1947: Liebe, Gift und Leidenschaft (A sangre fría)
- 1949: In Rio ist der Teufel los (Pasaporte a Río)
- 1949: La danza del fuego
- 1950: La vendedora de fantasías
- 1952: Deshonra
- 1954: Tren internacional
- 1957: La bestia humana
- 1958: En la ardiente oscuridad
- 1960: La patota
- 1962: Die Nonne und die Sünderin (Bajo un mismo rostro)
- 1962: Am Rande der Gesellschaft (El rufián)
- 1963: Vierzig Nächte voll Tücke und Sex (La Cigarra no es un bicho)
- 1964: Sinnliche Haut (Extraña ternura)
- 1969: Kuma Ching
- 1974: La Mary
- 1976: Constancia, una esposa constante (Fernsehfilm)
- 1992: Enrique Pinti y los pingűinos (Fernsehserie)

Drehbuchautor
- 1934: Bajo la Santa Federación
- 1937: Mateo
- 1947: Liebe, Gift und Leidenschaft (A sangre fría)
- 1949: In Rio ist der Teufel los (Pasaporte a Río)
- 1950: La vendedora de fantasías
- 1952: Deshonra
- 1954: Tren internacional
- 1963: Vierzig Nächte voll Tücke und Sex (La Cigarra no es un bicho)
- 1969: Kuma Ching
- 1976: Constancia, una esposa constante (Fernsehfilm)

Produzent
- 1937: Una porteña optimista
- 1949: In Rio ist der Teufel los (Pasaporte a Río)
- 1954: Tren internacional
- 1957: La bestia humana
- 1960: La patota
- 1964: Sinnliche Haut (Extraña ternura)
- 1969: Kuma Ching
- 1974: La Mary